# Écomatériau
Pour les articles homonymes, voir matériau (homonymie).
Les écomatériaux, parfois dits matériaux écologiques, sont des matériaux de construction bas carbone (produit manufacturé en général, ou à mettre en œuvre sur le site de construction) qui répondent aux critères techniques habituellement exigés des matériaux de construction (performances techniques et fonctionnelles, qualité architecturales, durabilité, sécurité, facilité d’entretien, résistance au feu, à la chaleur, etc.), mais aussi à des critères environnementaux ou socio-environnementaux, tout au long de leur cycle de vie (c'est-à-dire de leur production à leur élimination ou recyclage).
Ces matériaux présentent de nombreux avantages (création d’emplois locaux et non-délocalisables, qualité de vie dans l’habitat et pour les ouvriers lors de la construction, faibles répercussions environnementales, moindre ponction sur les ressources naturelles, diminution de l'empreinte écologique de la construction, et réduction du bilan du point de vue des émissions de gaz à effet de serre) mais peuvent être un peu plus coûteux à l'achat (pas toujours) ou nécessiter un temps de mise en œuvre légèrement plus long. 
Certains comme les matériaux biosourcés et géosourcés sont utilisés depuis des millénaires, tandis que d'autres comme les matériaux recyclés sont plus récents. 

Leur utilisation augmente mais reste très minoritaire dans les pays riches et notamment pour la réhabilitation, pour diverses raisons.

## Définition
Il n'y a pas encore de définition officielle de l'éco matériau, mais on admet généralement qu'il doit répondre aux critères et principes du développement durable et donc :
- provenir pour ses matières premières de ressources durablement renouvelables et réellement renouvelées, sans que cela se fasse au détriment d'autres milieux naturels ou espèces ;
- présenter des qualités techniques et performances durables dans le temps ;
- être sain, c'est-à-dire ne pas générer d'impacts négatifs sur la santé, tant lors de sa production que de sa « Mise en œuvre » et tout au cours de sa vie, y compris durant sa phase d'élimination ;
- favoriser le confort de l’habitant et de celui qui le met en œuvre (artisan, ouvrier, habitant) ;
- être aussi sûr qu'un matériau « classique » ;
- avoir un impact (coût) environnemental et énergétique faible ou neutre. En particulier le matériau de base ne devrait pas être rare, et il doit induire une consommation d'énergie la plus faible possible sur l'ensemble de son cycle de vie, cette consommation devant être en quelque sorte largement compensée par le fait que son usage permette d'importantes économies d’énergie durant toute la durée de vie du bâtiment grâce à ses performances d’isolant. Souvent ces matériaux sont totalement biodégradables et ne consomment donc pas d'énergie en fin de vie ;
- présenter à long terme, des coûts d’investissement (conception-fabrication) et différés (entretien, remplacement, recyclage), évités (pollution, déconstruction, transports) connus, et les plus bas possibles. L’u mobilisea  éco materiaux des ressources et filières locales (boucles courtes) et créé de l’emploi dans le cadre d'activités redistributives ; il est accessible à tous (tant en ce qui concerne le coût que les informations fournies et garanties par l'autorité publique ; son écobilan doit en particulier, comme celui des autres matériaux  prendre en compte l'« énergie grise » dépensée pour l'extraction, le transport et la transformation des matières premières, la fabrication, le stockage et la distribution et la fin de vie du matériau).

Au-delà des critères et principes liés au développement durable, un eut être totalement ou partiellement issu de la biomasse végétale (céréales, oléagineux, cultures dédiées telles que les plantes à fibres, coproduits agricoles ou agroalimentaire) ou animale (laines de mouton par exemple). Ainsi, les plastiques biosourcés (issus de mélasse de canne à sucre), les matériaux isolants biosourcés, les bétons biosourcés (à base de chanvre, de lin, de miscanthus, ou de bois), ou encore les fibres végétales font partie de la famille des écomatériaux, au même titre que les matériaux de réemploi, réutilisés et recyclés.

## Classification

### Matériaux biosourcés
Les matériaux biosourcés (en anglais biosourced materials) sont issus de la matière organique renouvelable (biomasse), d’origine végétale ou animale. Ils sont surtout utilisés comme matériaux et produits de construction dans le bâtiment mais peuvent aussi être utilisés dans les produits de décoration, dans l'habillement, dans l'emballage ou encore dans le mobilier fixe.
La nature de ces matériaux est multiple : bois, chanvre, paille, ouate de cellulose, textiles recyclés, balles de céréales, miscanthus, liège, lin, chaume, herbe de prairie, etc. Les matériaux biosourcés ne doivent pas être confondus avec les matériaux géosourcés, des matériaux d’origine minérale, dit premiers, qui demandent peu de transformation : terre crue; pierre.

### Famille d'usages
En 2016, une étude française faite dans le cadre du plan industriel « Chimie verte et Biocarburants » recensait comme principaux groupes d'usages : les matériaux de construction ; les produits de nettoyage et sanitaires ; les véhicules et équipements (y compris pièces et produits de maintenance) ; les fournitures de bureau et matériel d'impression ; des produits utiles à l'entretien des espaces verts ; l'emballage dont sacs plastiques et couverts jetables ; les produits cosmétiques et certains produits à usages médicaux

## Enjeux

### Moindre empreinte écologique
« Aujourd'hui, 50 % des matières extraites en Europe vont au secteur de la construction. Et le béton est la deuxième matière la plus consommée dans le monde, après l'eau. Cette industrie représente entre 5 et 10 % de toutes les émissions de CO2 planétaires. Les matériaux durables sont donc un enjeu à la fois pour le logement mais également pour la pollution », en diminuant dans certains cas l'empreinte eau et l'empreinte carbone.

### Moindres risques toxicologiques et écotoxicologiques
Un écomatériau doit présenter le moins de risque possible pour la santé et celle des écosystèmes lors de sa production, sa mise en œuvre et sa fin de vie ou recyclage. Devant être recyclable ou biodégradable sans émanations toxiques ou écotoxiques (pour l'homme, la faune, la flore et l'environnement…), il s'intègre dans la perspective d'une économie circulaire.

### Moindre empreinte énergétique
L’empreinte énergétique d'un écomatériau, c'est-à-dire l'énergie nécessaire à sa fabrication et mise en œuvre  (ou « contenu énergétique ») doit être la plus faible possible (en tenant aussi compte de l'« énergie grise »).

### Soutenabilité
Certains écosociolabels tels que le FSC insistent sur le fait qu'un matériau (bois ou dérivé du bois en l'occurrence) ne doit pas avoir globalement généré d'impacts négatifs en terme social (emploi, santé, culture des populations indigènes ou des personnels utilisés sur les chantiers de coupe et dans les filières de transformation, construction, élimination..), d'Environnement et dans le champ de l'Économie.

Ils doivent au contraire contribuer à moins faire appel aux produits polluants et émetteurs de gaz à effet de serre, et contribuer à économiser les ressources naturelles polluantes, ou pas, peu, difficilement ou couteusement renouvelables.

## Exemples d'écomatériaux
- Bois (à condition de choisir des essences naturellement résistantes aux insectes, champignons, UV, etc) et non imbibées de pesticides non dégradables ou produisant des dioxines ou furanes si le bois est brûlé en fin de vie. le bois massif présente un grand intérêt en tant que puits de carbone, mais une utilisation généralisée serait source de déforestation. L'agrosylviculture pourrait être une source complémentaire de bois et fibre..
- huile de lin (qui peut protéger le bois, imperméabiliser un mur, produire le linoleum, etc)
- crin, laines (ex : laine de mouton) et poils ou fibres végétales (consolidant et assouplissant les torchis ou certains enduits)
- Il existe aussi des peintures sans solvants ni dérivés de pétrole dites « naturelles ». Celles-ci sont fabriquées dans une démarche éthique et de respect de la fabrication à la mise en place de la peinture, de l'environnement (maison, travail) au retraitement des résidus de peinture et matériels.
- terre crue[7]
- terre cuite[réf. nécessaire].

Matériaux d'isolation :
- chanvre ;
- roche volcanique ;
- liège
- laine de mouton
- paille (dans un mur terre-paille, ou en botte à plat ou sur champs posées et protégées par des techniques adaptées, comme la Solomite).
- herbe[8]
- lin
- plumes
- ouate de cellulose
- laine de bois
- etc.

Par rapport aux isolants conventionnels, ces matériaux, parfois dits « naturels » ou « alternatifs », à faible conductivité thermique, permettent une Isolation thermique aussi efficace (mais parfois avec une épaisseur nécessaire plus importante) qu'avec la laine de roche (20 kg/m3, 0,050 W/m.K, mais 123 kWh/m3 d'énergie incorporée, laine de verre (18 kg/m3 (pour +/- 20 cm d'épaisseur), 0,044 W/m.K, 242 kWh/m3 d'énergie incorporée, Polystyrène extrudé en plaque expansées aux HCFC (0,035 W/m.K, 795 kWh/m3 d'énergie incorporée, Mousse de polyuréthanne (30 kg/m3; 0,029 W/m.K ; 974 kWh/m3 d'énergie incorporée), verre cellulaire (160 kg/m3 en plaques ; 0,057, W/m.K et 1 200 kWh/m3 d'énergie incorporée) , et sans les inconvénients de ces derniers sur la santé et l'environnement.

## Freins au développement des filières
Dans certains pays les systèmes de certifications et d'assurance de matériaux ne sont pas ou peu accessibles aux petites entreprises qui ont développé des écomatériaux ou qui les posent. Les assureurs couvrant la « garantie décennale », de même que par beaucoup de professionnels du bâtiment ou de maîtres d’ouvrage publics exigent en France des produits évalués par le Centre scientifique et technique du bâtiment (CSTB), dont ne font pas partie nombre d'écomatériaux.
En 2008, le système de management de la qualité prive ainsi paradoxalement les consommateurs français d'écomatériaux déjà couramment employés depuis plus de dix ans dans les pays nordiques ou en Allemagne.

## Prospective et perspectives
La filière écomatériaux offre de nouveaux débouchés artisanaux et à l'agriculture (chanvre pour l'isolation, paille pour la construction terre-paille, lin pour les fibres de lin, lait pour la caséine des peintures écologiques, etc.).
En France, où le développement des écomatériaux a été bien plus lent qu'en Europe du Nord et en Allemagne et aux Pays-Bas les projets de lois et objectifs issus du Grenelle de l'environnement pourraient encourager le décollage de cette filière, avec le CSTB (Conseil Scientifique et Technique du Bâtiment) et les processus de validation technique pour les PME/TPE.
Le label « bâtiment biosourcé » (correspondant à une démarche volontaire du maître d'ouvrage) est créé en France par décret no 2012-518 du 19 avril 2012, pour les bâtiments comportant un taux minimal de matériaux « biosourcés ». Un arrêté ministériel du 23 décembre 2012 a précisé les conditions d'attribution et les exigences de ce label qui comporte 3 niveaux (correspondant au taux de matériau biosourcé, évalué en kg/m² de surface de plancher. Les exigences diffèrent selon qu'il s'agisse de maisons individuelles, de locaux industriels et autres (habitats collectifs, bureaux, commerces, lieux d'enseignement, etc.). Les taux sont de 9 à 42 kg/m2 de matériau biosourcé pour le niveau 1 (avec au moins 2 produits biosourcés remplissant des fonctions différentes), et de 12 à 63 kg/m2 pour le niveau 2 et de 18 à 84 kg/m2 pour le niveau 3 (avec, comme pour le niveau 2, au moins deux produits appartenant à deux familles différentes).
Certains acteurs des biotechnologies se positionnent comme pouvant produire des biomatériaux (matériaux produits en tout ou partie par du vivant, éventuellement génétiquement modifié, mais en fermentateur et non en plein champ), notamment dans le domaine de la valorisation des produits ligno-cellulosiques, avec par exemple le procédé dit « Ligno-cellulosic Feedstock Biorefinery » (LCF-Biorefinery) qui permettrait un gain significatif  d'énergie dans le domaine des « biotechnologies blanches », les matériaux de base étant l'herbe, le chaume ou la paille, du bois ou des résidus de plantes fourragères.

## Par pays

### Belgique
En Wallonie, cette filière est soutenue et encouragée par le Cluster Eco-construction (reconnu par la Région wallonne). Plusieurs unités de production d'écomatériau ont vu le jour depuis 2010.  Au-delà des isolants, de nouvelles parois ont vu le jour.

### France
Cette filière est encouragée par le Grenelle de l'environnement et « En 2010, le Commissariat général au Développement durable demandait que le taux d'incorporation de ces matériaux soit de 10 % à l'horizon de 2020. Ce chiffre sera certainement dépassé ». Elle est notamment accompagnée par un pôle de compétence sur les écoactivités, l'écoconstruction et les écomatériaux : le Cd2e basé à Loos-en-Gohelle dans le Nord-Pas-de-Calais, qui a ouvert et met à jour une base de données ouverte sur les écomatériaux.
Depuis 2013 et à la suite de la circulaire du 31 décembre 2012 relative à la territorialisation de la démarche filière verte dans le champ de la qualité de la construction, les services de l’État dans les territoires et en particulier les Directions régionales de l’environnement, de l’aménagement et du logement (DREAL) favorisent le développement des filières en proposant des plans d’action régionaux et en accompagnant des projets économiques locaux.
Concernant le secteur de la construction, en 2015, la part de marché des matériaux biosourcés s’élevait à 7,5 %, arrivant en dernière place après les produits de laines minérales (38,5 %), les fibres de verre (32 %), et les polystyrènes expansés (22 %).